# 札幌市円山球場
札幌市円山球場（さっぽろし まるやまきゅうじょう）は、北海道札幌市中央区宮ケ丘の円山公園（円山総合運動場）内にある野球場。施設は札幌市が所有し、（一財）札幌市スポーツ協会が指定管理者として運営管理を行っている。

## 歴史
札幌市内に最初に造られた野球場は、1918年（大正7年）に開かれた北海道博覧会の跡地に造られたグラウンドである（のちの札幌市中島球場。中島公園を参照）。しかし、その設備はダッグアウトとバックネットを設けただけというごく簡素なものだった。
現在の円山球場は市街地西側の札幌神社（現北海道神宮）に程近い所に札幌神社外苑球場（さっぽろじんじゃがいえんきゅうじょう）として1934年（昭和9年）夏に竣工。外苑球場では同年、第14回北海道樺太実業団野球大会が行われたが、8月19日の函館太洋倶楽部対札幌倶楽部戦の7回、太洋の監督兼捕手だった久慈次郎が捕手の牽制球を頭に受け、2日後の8月21日に帰らぬ人となった。
外苑球場は翌1935年（昭和10年）から市に移管し7月14日に開場。市史などではこの日を開場日としている。球場名も現名称の札幌市円山球場に改められた。翌1936年（昭和11年）から現在に至るまで高校野球、大学野球、社会人野球など道内のアマチュア野球公式戦が行われている他、プロ野球公式戦も数多く開催されている。戦時中はバックネットや金網などの金属製品が回収され、フィールドも畑や資材置場となった。戦後は再びアマやプロの試合が行われるようになり、1953年（昭和28年）10月21日には日米野球の読売ジャイアンツ（巨人）対ニューヨーク・ジャイアンツ戦が開催された。開場当初は内外野とも土盛りスタンドで観客の収容能力が小さく、1972年（昭和47年）以前に開催されたプロ野球公式戦等ではスタンド上段にやぐらを組んで収容人員を確保したこともあった。現在では安全性の問題がある上に消防法にも抵触するため、こうした措置は行えない。
老朽化と狭隘化、さらに仮設席設置の安全上の問題に伴い全面改築され、1974年（昭和49年）6月に鉄筋コンクリート構造の内野スタンドが完成。道内では初の本格的な内野スタンドを有する野球場となった。同じく老朽化や狭隘化が進んでいた中島球場に代わって1977年（昭和52年）夏からは全国高等学校野球選手権南北海道大会のメイン球場となり、これにより円山球場はいよいよ市内や道内のメイン球場として本格的に使用されるようになった。なお中島球場は1980年（昭和55年）限りで閉鎖・撤去され、跡地はその後北海道立文学館の建設地となった。また同年、北区に札幌市麻生球場が開場した。
スコアボード（パネル式）がバックスクリーン左側にある、日本国内では例の少ない球場だった。パネル式のボードは1975年にパシフィック・リーグが指名打者制度を採用して以後、10人分の選手を表記する必要があったため、それまで常設されていた9人分のボードの下に差込枠を作って対応した。1990年代に入ってスコアボードの紙が燃えるボヤ騒ぎがあるなどし（発火の原因は不明）、1995年（平成7年）5月にスコアボードはバックスクリーン上に移設して改築し、磁気反転式となった。1999年（平成11年）の改修では、バックネット前のウォーニングゾーンに人工芝の敷設などが行われた。2023年（令和5年）3月にスコアボードは縦5.8 m・横20.8 mの大型フルカラーLED式に改築、合わせてスピードガンも導入された。
円山球場は25,000人の収容人員を有し、また道内の公営野球場ではこれまで最も多くのプロ及びアマの公式戦を開催しているが、照明設備は設置されていない。設置されない理由は、札幌市によると、円山球場は第一種風致地区内にあるため、条例により同地区内で建築物や工作物を建てる際には高さ規制（建築物で10 m以下、工作物は20 m以下）が定められているうえ、照明設備は「工作物」に当てはまる可能性が高いということで、条例上の問題とされている。このため、プロ野球公式戦は土・日2連戦での開催が主体であったが、2000年（平成12年）まで毎年行われていた巨人の主催公式戦は、火 - 木曜に2〜3連戦をデーゲームで開催していた。1990年代から2000年代前半にかけて、他球場での巨人の主催試合が全てナイターとなった中でも、円山及び旭川市のスタルヒン球場での試合は最後までデーゲームとして行われ、巨人主催公式戦では1990年代以後では年内で唯一のデーゲームとなっていた。
翌2001年（平成13年）の札幌ドーム開場に伴い、2000年（平成12年）7月30日の日本ハムファイターズ（当時）対千葉ロッテマリーンズ戦を最後に円山球場での一軍公式戦開催は一旦終了した。その後、2005年（平成17年）には開場70周年を記念して北海道日本ハムファイターズ主催の公式戦が1試合開催され、2007年、2009年にも日本ハム主催で1試合が行われている。詳細は後述。
2024年8月17日には、北海道フロンティアリーグの石狩レッドフェニックス主催による公式戦ダブルヘッダー（対戦は美唄ブラックダイヤモンズ・KAMIKAWA・士別サムライブレイズ各1試合）が開催された。2025年には変則ダブルヘッダーの形式で同リーグの公式戦4試合が予定されている（ホームチームは石狩と美唄）。
NPB公式戦が開催される機会は少なくなったものの、アマチュアでは現在も主要大会のメイン球場として使用されている。長きにわたって札幌市民や北海道民から「北の甲子園」あるいは「北の後楽園」として親しまれており、道内球界のメッカとなっている。なお、外野スタンドの左翼側上段にはアカマツの木が3本立っているが、その生い立ちや伐採されずスタンドに残されたままとなった理由などについては一切不明である。
1979年（昭和54年）9月30日にはサッカーのJSL東西対抗戦の復活第1回の会場になっている。

## 主なエピソード

### 1949年8月18日大映スターズ対東急フライヤーズ戦
9回に東急大下弘が大映投手野口正明から、ライトスタンドにあるトイレのはるか上空を越えその向こうの駐車場さえ越えて現在はロータリーになっている竹藪まで到達する超特大の本塁打を放った。この大下の本塁打について野口は生前「170 mは飛んでいた」と証言しているが、これが事実であれば、当時の日本プロ野球における本塁打の最長飛距離である。また、球場外でこの打球を見た杉下茂は「打球を見ただけで大下とわかった」と話している。

### 1975年7月3日読売ジャイアンツ対中日ドラゴンズ戦
6回表、三塁走者だった髙木守道は、俊足を生かしピッチャーゴロで本塁突入を試みるが、そのときの投手関本四十四に三本間で挟まれタッチアウトとなる。しかし、関本がタッチの際に髙木の顔面にグラブを当てたことで髙木は激昂。関本も謝ろうとせず、髙木をにらみつけたことで関本に殴りかかり乱闘騒ぎとなった。

### 1978年7月6日読売ジャイアンツ対広島東洋カープ戦
2回表、巨人先発浅野啓司は先頭の4番山本浩二に四球を与えた。浅野は続く水谷実雄を遊ゴロに打ち取ったものの、エイドリアン・ギャレット、衣笠祥雄に2者連続でストレートの四球を与えると、続く水沼四郎も四球で歩かせ、遂に押し出しで1点を献上してしまう。痺れを切らした巨人監督長嶋茂雄は投手を角三男に交代した。ところが、その角も9番の投手北別府学に四球を与え、2者連続押し出し。1番高橋慶彦は遊ゴロ本塁封殺に仕留めたものの、代打正垣泰祐にも四球でまた押し出し。ジム・ライトルは左前へ2点適時打を放ち、遂に打者一巡。再び4番・山本に打順が回ると、その山本にこの回2個目の四球を与えて更に満塁とされたところで、投手は3番手の田村勲に交代。ところがその田村も水谷、ギャレット、衣笠に3者連続押し出しを与えて計3点を失った。水沼をようやく右飛に打ち取ってこの回の攻撃は終了したが、結局この回、巨人3投手の総投球数は76球で、押し出し6を含む10四球で8点を失い（1イニング四死球のプロ野球記録）、広島の攻撃時間は約50分にも及んだ。あまりの惨状に長嶋も「おい!! 誰か野手で投げれるヤツはいないのか? この中で“俺が投げたい”というヤツはいないか!?」と声を荒らげたほど。試合後「年に一度、楽しみにしていた北海道のファンに、申し訳ないゲームをしてしまいました」と平謝りだった長嶋はその夜、ナインに対し外出禁止令を出した。
この試合で球審を務めた松橋慶季は後日、角に対して「俺もストライクゾーンが判らなくなった」と語ったそうである。

### 1984年8月11日西武ライオンズ対ロッテオリオンズ戦
ロッテの高沢秀昭は、西武のスティーブ・オンティベロスの大飛球をジャンプして捕球した際に、コンクリートフェンスの角に激突し、右膝蓋骨を粉砕骨折して全治6週間の重傷を負った。この事故を契機に、円山球場の外野には翌年2月にラバーフェンスと金網支柱のソフトフェンスが張られた（なお、日本のプロ野球公式戦が行われる球場のフェンスにラバーなどの衝撃吸収材〈いわゆる緩衝材〉の使用が完全に義務付けられるのは1988年からである）。

### 1987年7月8日読売ジャイアンツ対広島東洋カープ戦
巨人2年目の桑田真澄投手が、自らの3ラン本塁打とタイムリーヒットでチームの全4得点をたたき出した上で、プロ初完封勝利を挙げた。この試合は桑田のワンマンショーと言われた。

### 1988年7月6日読売ジャイアンツ対中日ドラゴンズ15回戦
巨人・吉村禎章がプロ通算100本塁打を達成した。その試合の8回表、中日打者・中尾孝義が左中間へ放った打球を追い、捕球体勢に入っていた左翼手吉村がダイビングキャッチを試みた中堅手栄村忠広と激突。吉村は左膝を強打して前十字靭帯、内側側副靭帯、内側半月板損傷、腓骨神経麻痺の重傷を負い、一時は選手生命も危ぶまれた。その後吉村は1年2ヶ月もの間、戦線離脱を余儀なくされた。なお、この翌日の同カード試合では川又米利の外野飛球を呂明賜がジャンプして捕球しようとした際に、外野フェンスの金網支柱に激突して転倒、病院に搬送される事故（打撲という診断）が起きているが、これは前記の高沢の事故で整備されたフェンスの衝突事故対策により大きな負傷に至らなかったとみられている。

### 「メークドラマ発祥の地」1996年
読売ジャイアンツは首位の広島東洋カープに最大11.5ゲーム差をつけられていた。しかし7月9日の対広島戦で、巨人は2回裏、二死無走者から9者連続安打（当時のチーム1イニング連続打席安打のプロ野球タイ記録・通算5回目）で一挙7点を奪い、その後は川相昌弘が自身初となる満塁本塁打を放つなどして大勝。これをきっかけにジャイアンツの快進撃が始まった。更には広島が夏場に失速して首位から陥落し、終盤は中日と巨人の一騎討ちに。そして10月6日、巨人は中日との直接対決である同25回戦（ナゴヤ球場）に勝利して「メークドラマ」を完結、リーグ優勝を果たした。11.5ゲーム差の逆転優勝は当時のリーグ記録である。このことから、札幌ドーム開場後も含め2009年（平成21年）まで毎年札幌で開催されていた巨人主催公式戦の頃に巨人が下位に低迷していると、各メディアが挙って毎年のように「札幌はメークドラマ発祥の地」と強調していた。なお、その記録は2008年（平成20年）、メークレジェンドと呼ばれる13ゲーム差からの逆転により記録更新されている。ただ、札幌ドームでの開催になってからは、2004年（平成16年）には中日に同一カード3連敗して首位陥落して失速（シーズン3位）、翌2005年（平成17年）は中日に2連敗してそこから失速（シーズン5位）、翌々2006年（平成18年）は横浜に2連敗してさらに低迷が加速（シーズン4位）と逆に鬼門のようになり、比較的相性は悪くなっている。なお2005年からのセ・パ交流戦の開始以後、札幌で日本ハム主管の公式戦で巨人戦（2015年以後は隔年開催）が行われていることもあり、札幌の巨人主催公式戦は2010年以後は開催されていない。

### 「最後の公式戦」2000年
札幌ドーム完成を翌年に控え、「引き継ぎ」前最後の試合となった7月30日の日本ハム対ロッテ戦では、道内に所在する両球団を含む7球団の私設応援団が集結。合同で応援するとともにスタンドに「ありがとう円山球場プロ野球北海道私設応援団同盟」の横断幕を掲げ、「最後の試合」を惜しんだ。

### 北海道に移転後の日本ハム主催試合
2000年（平成12年）を最後に円山でのプロ野球一軍公式戦の開催はなくなったが、2004年（平成16年）10月、日本ハムの監督だったトレイ・ヒルマンが高校野球の公式戦を視察に来た折、円山が翌年に開場70周年を迎えることを関係者から聞き付け「私たちも何かお手伝いしたい」と球場と球団フロントに公式戦の開催を強く要望。これが実って2005年（平成17年）5月28日、開場70周年記念試合としてセ・パ交流戦・北海道日本ハムファイターズ対ヤクルトスワローズ5回戦が開催された。実に5年ぶりの円山での公式戦、しかもフランチャイズの日本ハムと地元（北海道留萌市）出身の若松勉が監督だったヤクルトとの対戦カードとあって、当日は22,526人の観衆が詰め掛けた。日本ハムも1974年後期から1981年に使用していた青い縦縞のユニフォームを復刻し、試合前練習用のウェアとして使用するなど粋な計らいを用意。試合は13-5でヤクルトが大勝した。
円山での公式戦はファンからも概ね好評で、球団はその後も円山で定期的に公式戦を開催すべく検討を進めた結果、2007年（平成19年）5月26日に公式戦を1試合開催することを決めた。カードは前回と同じセ・パ交流戦の対東京ヤクルトスワローズ戦。試合はかつてヤクルトに在籍していた稲葉篤紀の決勝タイムリーなどで6-4と日本ハムが勝利した。
2009年（平成21年）6月10日（水曜日）に開催された対横浜ベイスターズ3回戦は、セ・パ交流戦では初の平日デーゲームとなった。これは当時本拠地だった札幌ドームでの試合を週末に集中して開催したい意向を持っていたことと、主婦層や未就学児など普段ナイトゲームを観戦できない客層の開拓を狙って、敢えて平日に開催した。当日は強風に見舞われたが、それでも観客数は10,977人を記録するなどスタンドは盛況を見せた。試合は5-3で日本ハムが勝利した。
2013年（平成25年）8月25日にイースタン・リーグ公式戦・対横浜DeNAベイスターズ戦が開催され、試合は7-10でDeNAが勝利した。

## 施設概要
- グラウンド面積：
- 両翼：98 m、中堅：117 m
- 内野：クレー舗装、外野：天然芝
- スコアボード：大型フルカラーLED式
- 照明設備：なし
- 収容人員：25,000人

## 公園内その他の施設
- 札幌市円山競技場

## 交通
- 東西線・円山公園駅
  - 徒歩で15分
  - 同駅よりジェイ・アール北海道バス利用、
    - （円14・円15）にて「総合グラウンド前」下車、徒歩3分
    - （円16）にて「動物園正門前」下車、徒歩3分（夏季の休日のみ運転）